# 정력 (연호)
정력(正曆)은 발해 강왕의 연호이며, 794년에서 809년까지 16년 동안 사용되었다. 또한 809년에 강왕이 죽자, 강왕 뒤를 이어 즉위한 정왕이 연호를 바꾸었다.

## 연대대조표
| 정력                | 원년       | 2년        | 3년        | 4년        | 5년        | 6년        | 7년        | 8년        | 9년        | 10년       |
| 서력                | 794년      | 795년      | 796년      | 797년      | 798년      | 799년      | 800년      | 801년      | 802년      | 803년      |
| 육십간지 (六十干支) | 갑술(甲戌) | 을해(乙亥) | 병자(丙子) | 정축(丁丑) | 무인(戊寅) | 기묘(己卯) | 경진(庚辰) | 신사(辛巳) | 임오(壬午) | 계미(癸未) |
| 정력                | 11년       | 12년       | 13년       | 14년       | 15년       | 16년       |            |            |            |            |
| 서력                | 804년      | 805년      | 806년      | 807년      | 808년      | 809년      |            |            |            |            |
| 육십간지 (六十干支) | 갑신(甲申) | 을유(乙酉) | 병술(丙戌) | 정해(丁亥) | 무자(戊子) | 기축(己丑) |            |            |            |            |

## 같이 보기
- 한국의 연호

| 이전연호: | 다음연호: |
| --------- | --------- |
| 중흥      | 영덕      |